# Cuq, Lot-et-Garonne
Cuq är en kommun i departementet Lot-et-Garonne i regionen Nouvelle-Aquitaine i sydvästra Frankrike. Kommunen ligger i kantonen Astaffort som tillhör arrondissementet Agen. År 2022 hade Cuq 280 invånare.

## Befolkningsutveckling
Antalet invånare i kommunen Cuq
| Referens: INSEE |